# Hašemiti
Hašemiti (arapski: هاشمي) su pripadnici klana iz plemena Kurejš. Hašemiti su danas pripadnici dinastije koja vlada Jordanom. Trenutna glava jordanskog ogranka je kralj Abdulah II. Hašemiti su vladali i Irakom prije svrgavanja monarhije. Trenutna glava iračkog ogranka je princ Ra'ad bin Zeid.
Hašemiti su direktni potomci poslanika Muhammeda preko njegove kćerke, hazreti Fatime.